# Élvio Donizete Ezequiel
Élvio Donizete Ezequiel, é um ex-futebolista brasileiro que atuava como volante. Atuou por São Paulo FC, Internacional de Limeira, Coritiba, Santa Cruz e outras equipes nos anos 70 e 80, nasceu em São Carlos (SP), onde reside com sua família, e dá aulas de futebol para garotos do Country Club de São Carlos.
Foi técnico do Palmeirinha de Porto Ferreira, mas ficou decepcionado porque o time perdeu o patrocinador.

## Carreira
Começou a carreira de jogador no Sãocarlense em 1976, quando havia acabado de servir o Tiro de Guerra, sendo lançado no time profissional pelo técnico Adésio de Almeida, lembra o ex-meio-campista. Em 1978, ele deixou São Carlos para defender o Jaboticabal, do técnico Pinho, onde foi vice-campeão da Segunda Divisão.
No ano seguinte, o volante se transferiu para o Rio Claro e lá teve a oportunidade de aparecer para os dirigentes da Internacional de Limeira, quando o Rio Claro participou de um quadrangular com equipes da região e o meio-campista foi um dos destaques de sua equipe.
No Inter de Limeira não decepcionou no Paulistão de 1980 e se destacou em partidas contra o São Paulo FC, o que acabou facilitando sua ida para o Morumbi, onde foi contratado a pedido do técnico Carlos Alberto Silva. Em 1981, fez parte do elenco são-paulino campeão paulista e vice-campeão brasileiro. No ano de 1982, foi para o Santa Cruz por empréstimo, onde Poy era o treinador, e foi campeão pernambucano.
Com passe preso ao São Paulo, em 1983 defendeu o Botafogo de Ribeirão de Preto. Em 1983 foi para o Coritiba, onde jogou improvisado na quarta-zaga, até 1984, sendo campeão paranaense em 1984. Em 1985 retornou para a Inter de Limeira, onde ficou até o primeiro turno de 1986, ainda em 1986 foi para o Uberaba, nesse ano o Inter de Limeira foi campeão paulista.
Voltou a defender o Grêmio Sãocarlense, em 1988, a Platinense (PR), em 1989, o Londrina (PR), em 1989, o Operário Ferroviário, em 1990 e o Araçatuba (SP), onde encerrou a carreira como campeão em 1991 com 35 anos. Seu último técnico foi o saudoso Afrânio Riul.

### Seleção Paulista
Quando estava na Inter de Limeira, em 1980, Élvio foi convocado para defender a seleção paulista, onde Carlos Alberto Silva era o técnico. Formou o meio de campo com o Sócrates e Pita em amistoso contra a União Soviética, em partida que terminou empatada por 2 a 2. O Pita diz até hoje que o gol mais bonito de sua carreira aconteceu naquele jogo. O outro gol da seleção paulista foi marcado pelo Edmar, que estava começando a carreira, que entrou no lugar do Serginho Chulapa.

### Jogos pelo São Paulo
Com a camisa Tricolor, conforme mostra o "Almanaque do São Paulo" de Alexandre da Costa, Élvio fez 40 partidas (12 vitórias, 15 empates e 13 derrotas) e marcou 13 gols.

## Títulos
São Paulo
- Campeonato Paulista: 1981

Santa Cruz
- Campeonato Pernambucano: 1982

Coritiba
- Campeonato Paranaense: 1984

Inter de Limeira
- Campeonato Paulista: 1986

Uberaba-SC
- Torneio de Acesso ao Campeonato Brasileiro: 1986

AE Araçatuba
- Campeonato Paulista de Futebol - Série A2: 1991